# Jovians i herculans

Escut de la legió palatina Ioviani seniores, d'acord amb el Notitia Dignitatum.

Els jovians (en llatí: ioviani) i herculans (en llatí: herculiani) van ser els palatins superiors, Guàrdia Imperial, unitats dels emperadors de finals de l'Imperi Romà dels anys 290 fins al segle setè. El nom prové de l'equació dels dos coemperadors Dioclecià i Maximià amb els déus romans Júpiter i Hèrcules. L'antiga Guàrdia Pretoriana es va basar en el Castra Praetoria a Roma, i van demostrar sovint deslleialtat a la Corona, fent i deposant emperadors i fins i tot en una ocasió el 193 posant l'Imperial tron a subhasta al millor postor (cf.: Didi Julià). Així, Dioclecià, que va governar des de Nicomèdia, promogué dues legions fidels de la Il·líria (Legió V Iovia i VI Herculana), l'àrea d'on ell també descendia, per ser els protectors personals dels emperadors romans.

Escut de la legió palatina Herculiani seniores, d'acord amb la Notitia Dignitatum.

La guàrdia pretoriana va seguir existint fins a la seva abolició per Constantí I el Gran a prop del 312, i se substitueix per la guàrdia imperial, Scholae Palatinae. Les dues legions però segueixen sent comptades entre les unitats superiors de l'exèrcit, i després de la seva divisió entre els imperis romans d'Orient i d'Occident, també van quedar dividides.
Les dues legions però segueix sent comptats entre les unitats superiors de l'exèrcit, i després de la seva divisió entre l'Orient i Occident, ells també estaven dividits.
Al document de finals del segle quart Notitia Dignitatum, s'anomenen, per l'oest (amb el títol seniores), directament sota el comandament de la peditum magister, i per l'Orient (iuniores), sota el comandament del magister militum praesentalis. El 398, els Jovians i Herculans d'Occident van ser part de la petita unitat que va envair província d'Àfrica i va suprimir la revolta Gildònica.